# داني غارسيا
داني غارسيا (بالإنجليزية: Danny García)‏ مواليد 20 مارس 1988 في فيلادلفيا، الولايات المتحدة، هو ملاكم محترف أمريكي يصنف ضمن فئة وزن الوسط. حقق بطولة رابطة الملاكمة العالمية وبطولة المجلس العالمي للملاكمة.

## إحصائيات
خاض خلال مسيرته 40 نزالا، فاز في 37 وخسر في 3 نزالات ولديه 21 ضربه قاضية.

## روابط خارجية
- داني غارسيا على موقع بوكس ريك (الإنجليزية) (registration required)